# بادي فاريل
بادي فاريل (بالإنجليزية: Paddy Farrell)‏ هو لاعب كرة قدم بريطاني، (ولد في أثلون في جمهورية أيرلندا 1913 و 1912 – 1987 م). شارك مع منتخب أيرلندا لكرة القدم ومنتخب جمهورية أيرلندا لكرة القدم. أما مع النوادي، فقد لعب مع نادي بوهيميان ونادي هيبرنيان.

## وصلات خارجية
- بادي فاريل على موقع عالم كرة القدم.نت (الإنجليزية)